# EE-11 Urutu
Der EE-11 Urutu ist ein sechsrädriger und allradgetriebener (6×6) Truppentransportpanzer aus brasilianischer Produktion. Entwickelt und produziert wurde das Fahrzeug vom brasilianischen Rüstungsbetrieb Engesa in den 1970er-Jahren.

## Geschichte
Der EE-11 Urutu wurde hauptsächlich für den Export produziert – viele Fahrzeuge wurden in den 1970er- und 1980er-Jahren in den Nahen Osten geliefert. Bei der Entwicklung wurde darauf geachtet, dass möglichst viele Baugruppen und Fahrzeugkomponenten mit dem EE-9 Cascavel übereinstimmen. So sollten die Herstellungs- und Wartungskosten vergleichsweise gering gehalten werden. Der EE-11 wurde auch bei kriegerischen Auseinandersetzungen von Libyen, Iran und vom Irak eingesetzt. Im Gefecht stellte sich heraus, dass dieser Transportpanzer vergleichbaren sowjetischen Modellen, wie dem BTR-60 oder BTR-70 ebenbürtig war. Die Produktion wurde im Jahr 1987 eingestellt.

## Varianten und Bewaffnung
Der EE-11 Urutu kann mit verschiedenen Waffensystemen bestückt werden. So kann er mit einer 90-mm-Cockerill-Kanone bewaffnet werden, die mit einem koaxial angeordneten 7,62-mm-Maschinengewehr ausgestattet ist. Des Weiteren kann er mit einer 20-mm-Maschinenkanone und einem 12,7-mm-MG oder mit MILAN, bzw. HOT-Panzerabwehrlenkwaffen ausgestattet werden. Ebenso gibt es Fahrzeuge für Mörser im Kaliber 60, 81 oder 107 mm.

## Nutzerstaaten
Daten aus
- Angola – 24
- Brasilien – 175
- Bolivien – 24
- Chile – 37
- Kolumbien – 76
- Ecuador – 18
- Gabun – 12
- Guyana – Unbekannte Anzahl
- Irak – 200
- Jordanien – 28
- Libyen – 180
- Marokko – Unbekannte Anzahl
- Nigeria – Unbekannte Anzahl
- Paraguay – 12
- Senegal – Unbekannte Anzahl
- Simbabwe – Unbekannte Anzahl
- Suriname – 15
- Tunesien – 18
- Vereinigte Arabische Emirate – 60
- Venezuela – 38
- Uruguay – 18
- Zypern – 10